# Achtereind
Het Achtereind is een buurtschap  in de gemeente Waalre, in de Nederlandse provincie Noord-Brabant. Deze buurtschap ligt ten zuiden van de wijk Ekenrooi in het agrarische beekdal van de Tongelreep. Aan weerszijden van dit beekdal liggen de gemeentebossen van Waalre.
Achtereind bestaat uit een handvol boerderijen, waarvan één geregistreerd staat als gemeentelijk monument. Dit is De Riethoeve, een langgevelboerderij aan de Achtereindsestraat 1.
Dorpen: Aalst · Waalre-dorp

Buurtschappen en gehuchten: Achtereind · Ekenrooi · Heikant · Heuvel · Loon · Timmereind

Noord-Brabant: Steden en dorpen      Nederland: Provincies · Gemeenten